# Matti Ahde

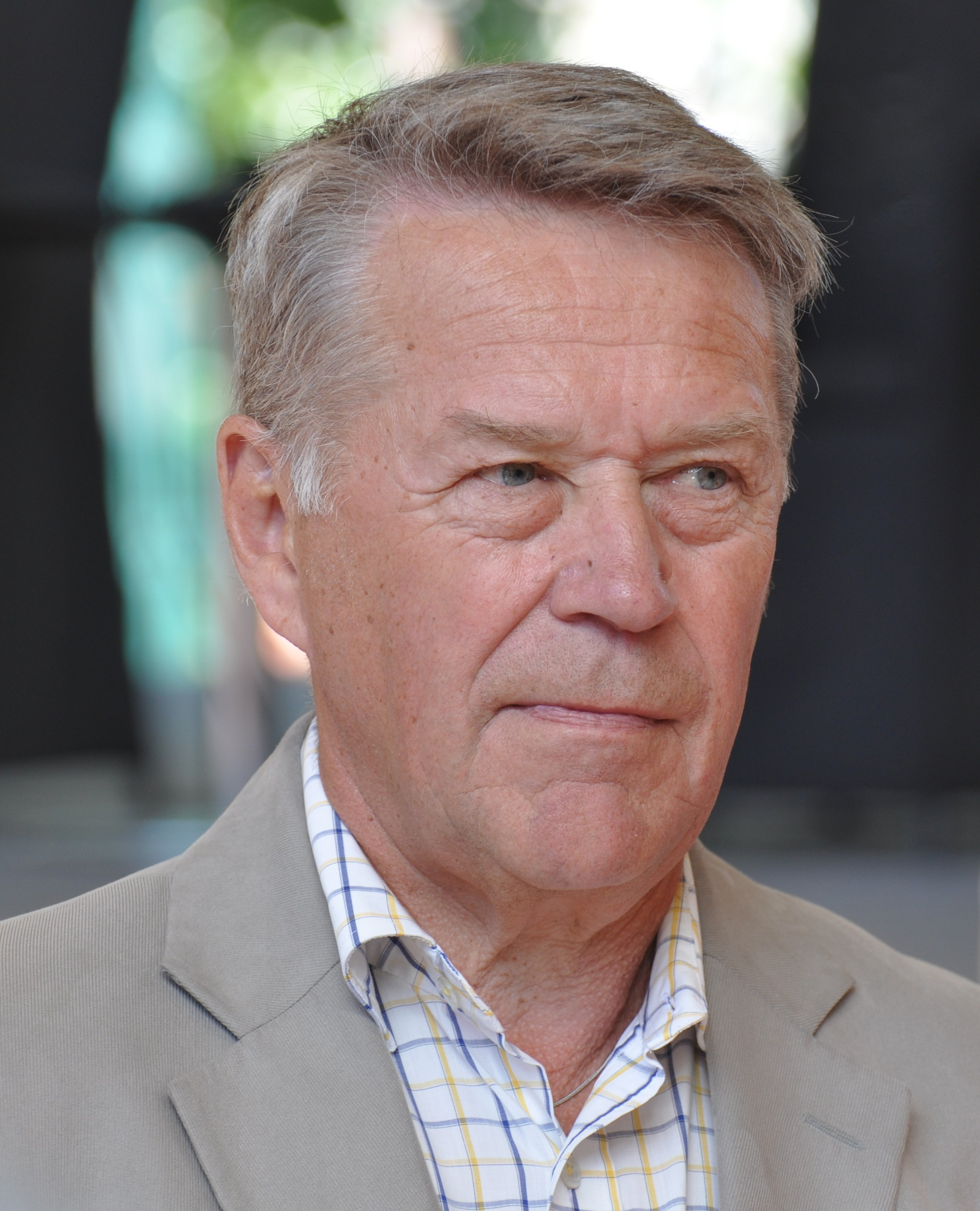
Matti Ahde (2013)

Matti Allan Ahde (* 23. Dezember 1945 in Oulu; † 20. Dezember 2019 in Helsinki) war ein finnischer Sportfunktionär, Politiker und Mitglied der Sozialdemokratischen Partei Finnlands (SDP).
Ahde war von 1970 bis 1990 für die SDP Abgeordneter im finnischen Parlament. 1987/88 war er Parlamentspräsident und von 1982 bis 1987 gehörte er in verschiedenen Posten den Regierungen Kalevi Sorsas an. So war er vom Februar 1982 bis Mai 1983 Innenminister und von Oktober 1983 bis April 1987 der erste Umweltminister Finnlands.
Von 1977 bis 1995 war er Vorsitzender des Finnischen Arbeitersportverbandes TUL.  Von 1990 bis 2001 war er Vorstandsmitglied des finnischen Lotterieunternehmens Veikkaus. Seit 2003 war er Präsident des finnischen Floorballverbandes SSBL. Von 2003 bis 2011 war er erneut Abgeordneter im finnischen Parlament.
Ahde war seit 1977 mit Hilkka Marketta Ahde (geborene Riikonen) verheiratet, das Ehepaar hatte drei Kinder.